# Metaline (Washington)
Metaline es un pueblo ubicado en el condado de Pend Oreille en el estado estadounidense de Washington. En el año 2000 tenía una población de 162 habitantes y una densidad poblacional de 206,0 personas por km².

## Geografía
Metaline se encuentra ubicada en las coordenadas 48°51′7″N 117°23′21″O / 48.85194, -117.38917.

## Demografía
Según la Oficina del Censo en 2000 los ingresos medios por hogar en la localidad eran de $22.981, y los ingresos medios por familia eran $23.750. Los hombres tenían unos ingresos medios de $35.000 frente a los $11.563 para las mujeres. La renta per cápita para la localidad era de $11.262. Alrededor del 32,6% de la población estaban por debajo del umbral de pobreza.